# Црква Светог Ђорђа у Горњој Битињи
Црква Светог Ђорђа у Горњој Битињи, насељеном месту на територији општине Штрпце, на Косову и Метохији, подигнута је у 16. веку. Припада Епархији рашко-призренској Српске православне цркве.
Представља непокретно културно добро као споменик културе од изузетног значаја, од 1990. године.

## Прошлост цркве
Црква посвећена Светом Ђорђу је смештена на сеоском гробљу у Горњој Битињи. Село Горња Битиња се први пут помиње у турском попису из 1455. године као велико насеље са 47 српских кућа и два сеоска попа. По изграњи, црква је осликана, с тим да су данас сачувани само фрагменти фресака у олтарском простору. Према очуваном делу записа у апсиди, ктиторка обнове је била извесна Јелена.  Камена плоча са натписом у Горњој Битињи, која се налази северозападно од цркве, сведочи да су српски властелини Никодима и Пртушина 1592. године цркви поклонили воденицу, шуму, њиву и ливаду. Црква је обновљена 1920. године.
У цркви Светог Ђорђа је највероватније било сачувано познато Призренско јеванђеље на пергаменту из XIII века са 36 минијатура. Народна библиотека у Београду је откупила ово јеванђеље од скопског антиквара Хаџи Јордана, који га је пронашао. Приликом немачког бомбардовања Београда 6. априла 1941. године јеванђеље је изгорело у великом пожару

## Опис цркве
Представља скромну једнобродну грађевину правоугаоне основе. На истоку се налази полукружна олтарска апсида, а на западу касније дозидана припрата. Брод храма пресвођен је полуобличастим сводом са тријумфалним луком. Црква је покривена кровом на две воде, а фасада је без украса. Две камене сполије уграђене су у под цркве и претпоставља се да су дело мајстора из радионице Манастира Светих Арханђела у Призрену.
Црква је до 1920. године била у рушевинама када је изграђена садашња. По свему судећи од првобитне цркве је остала само олтарска апсида и део источног зида са нишом ђаконикона. Припрата, касније изграђена, знатно је нижа од нивоа крова цркве. Простор припрате наткривен је таваницом од дасака са улазом за таван где је видљива кровна конструкција. У апсиди су делимично сачуване фреске. У првој зони су две стојеће фигуре светитеља, можда ликови св. Василија и св. Јована Златоустог (вероватно Поклоњење Агнецу). Изнад њих је, у кохни, Богородица Шира од небеса. У десном (јужном) углу апсиде је натпис ктиторке фресака Јелене. Фреске се оквирно могу датирати у XVI/ XVII век. Улаз у цркву је лучан, са три степеника висине. Под је прекривен бетонском оплатом. У поду цркве су сачуване две камене плоче кружног облика. Плоча од белог мермера у чијем средишту је орнамент у облику soleil tournant са осам двоструких кругова са уписаним троугловима око њега и двоструким обимним оквиром полупречника 63 cm заливена је у цементну кошуљицу пода испред иконостаса, на месту амвона. Друга плоча, уливена у под припрате, такође мермерна, има компликованији геометријски украс у облику два троугла постављена у облику Давидове звезде са круговима на сециштима и у центру шестоугла, те копљима у крацима. Давидова звезда окружена је троугловима постављеним по кружној линији спољног оквира. Обе плоче се врло поуздано могу датови у прву половину XIV века и могле би да потичу из радионице призренских Светих арханђела.
У њиви, на левој обали Сушитске реке, око 500 m југозападно од цркве до пола укопан у земљи, налази се камени споменик са урезаним орнаментом у облику круга и крстом са пупољцима у његовом средишту. Са све четири стране је дуг уклесани текст.

## Основ за упис у регистар
Решење Завода за заштиту и научно проучавање споменика културе АКМО у Приштини, бр. 251 од 16. 4. 1958. г. Закон о заштити споменика културе и природних реткости (Сл. гласник НРС бр. 54/48).
- Поглед са западне стране
- Звоник и црква
- Натпис
- Богородица знамења
- Сполије у поду цркве
- Камени украс-сполија са натписом